# Assemblea nazionale (Gambia)
L'Assemblea nazionale del Gambia (in inglese National Assembly of The Gambia) è il parlamento monocamerale della Repubblica del Gambia.

## Composizione
Il Parlamento del Gambia è composto da 58 deputati, aventi mandato quinquennale, di cui 53 eletti con il sistema maggioritario a turno unico (in Inglese: First-past-the-post) e 5 nominati dal Presidente. Essi rappresentano il popolo e compongono il potere legislativo del paese, esercitato appunto dall’Assemblea.